# Prva Liga (Jugoslavia)
La Prva savezna liga Jugoslavije (it.: Prima lega federale di Jugoslavia) è stata il massimo livello calcistico nel Regno di Jugoslavia (1918-1941) e, dopo la seconda guerra mondiale, nella Jugoslavia socialista (1945-1992). Divenne completamente professionale nel 1967. La UEFA ha dichiarato la Prva liga SR Jugoslavije come successore del campionato.
Nelle varie lingue del Paese era chiamata anche: Прва савезна лига у фудбалу / Prva savezna liga u fudbalu (in serbo), Prva savezna liga u nogometu (in croato), Prva zvezna nogometna liga (in sloveno), Прва сојузна лига (in macedone) e Liga e parë federale (in albanese).

## Storia

### Državno prvenstvo (1923-1941)

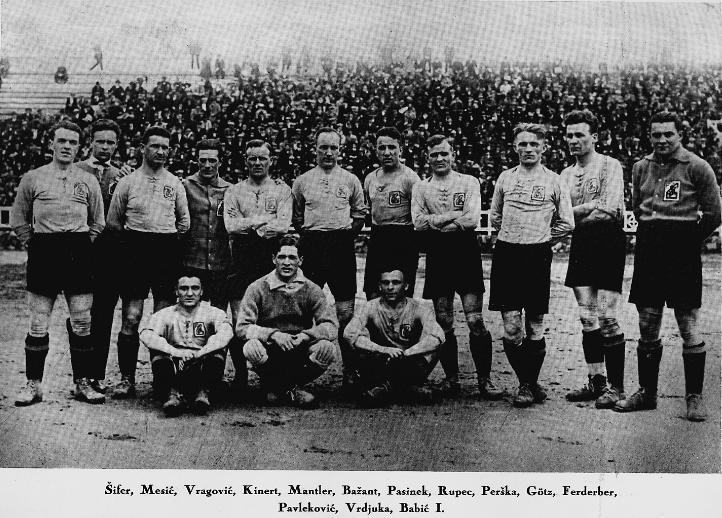
Građanski Zagabria 1923, i vincitori della prima edizione

Il 15 febbraio 1920, la Federcalcio jugoslava (JNS) divide il territorio in cinque sottofederazioni (Zagabria, Belgrado, Lubiana, Sarajevo e Spalato) e raccomanda che i campionati sottofederali inizino nella primavera del 1920, in modo da organizzare un campionato nazionale fra le 5 vincitrici nell'autunno 1920. Ma, conclusi i campionati sottofederali, la Federcalcio non riesce ad impostare il torneo, e così anche per i due anni seguenti.
Il primo campionato di calcio jugoslavo viene disputato nella stagione 1923 con la formula dell'eliminazione diretta, con sei partecipanti (oltre alle 5 sottofederazioni prima citate, è stata fondata anche quella di Osijek) e vede la vittoria del Građanski Zagabria. Il nome del torneo è Državno prvenstvo ("campionato nazionale"), oppure Prvenstvo Kraljevine Srba, Hrvata i Slovenaca u nogometu ("campionato di calcio del Regno dei Serbi, Croati e Sloveni") e Prvenstvo Jugoslavije u nogometu quando, il 9 ottobre 1929, il Regno dei Serbi, Croati e Sloveni diviene Regno di Jugoslavia.
Il primo campionato con la formula del girone unico viene istituito nel 1927 (vittoria del Hajduk Spalato), format che rimane fino allo scoppio della seconda guerra mondiale, con le eccezioni del 1931-32 e del 1935-36 quando, invece del programmato girone a 8 squadre, il 15 dicembre 1935 la Federcalcio invalida le qualificazioni e studia un nuovo format per il campionato nazionale: un torneo ad eliminazione diretta fra le vincitrici delle 14 sottofederazioni.
Nel periodo dal 1923 al 1940 vengono svolti un totale di 17 campionati, 6 sono stati giocati come coppa, mentre il resto è stato giocato come girone unico. I campioni provengono esclusivamente dalla Croazia (Građanski, Concordia e HAŠK da Zagabria e Hajduk da Spalato) e dalla Serbia (BSK e Jugoslavia da Belgrado).
Durante questo ventennio non vi è una seconda divisione vera e propria: negli anni '20 i vincitori delle sottofederazioni accedono direttamente al campionato nazionale, mentre negli anni '30 le migliori squadre del Paese militano nella massima divisione ed i vincitori delle sottofederazioni disputano degli spareggi per accedere al campionato nazionale della stagione successiva.
A fine anni '30 nascono le federazioni calcistiche di Serbia, Croazia e Slovenia che organizzano campionati propri e le cui migliori classificate accedono al campionato nazionale.
Il campionato 1940-41 non viene disputato poiché Il 6 aprile 1941, lo stesso giorno dei due recuperi in programma in Serbia (bisognava aspettare i risultati degli ultimi due recuperi, Jedinstvo-Borovo e BASK-Gragjanski, per conoscere l'ottava ed ultima qualificata al torneo) le potenze dell'Asse cominciano l'Invasione della Jugoslavia ed il 17 i balcanici si arrendono. Il Regno di Jugoslavia viene smembrato fra i paesi vincitori (Germania, Italia, Ungheria e Bulgaria) e nasce anche lo Stato Indipendente di Croazia (comprendente Croazia e Bosnia).

### In tempo di guerra (1941-1945)
Durante la guerra, nel territorio della Jugoslavia vengono disputati il Prvenstvo Nezavisne Države Hrvatske u nogometu ("campionato di calcio dello Stato indipendente di Croazia") ed il Prvenstvo Srbije u fudbalu ("campionato di calcio della Serbia occupata").
| Stagione | Vincitore Prvenstvo NDH | Vincitore Prvenstvo Srbije |
| -------- | ----------------------- | -------------------------- |
| 1941     | Građanski Zagabria      | BSK Belgrado               |
| 1941-42  | Concordia Zagabria      | Jugoslavija                |
| 1942-43  | Građanski Zagabria      | BSK Belgrado               |
| 1943-44  | non assegnato           | BSK Belgrado               |

Le competizioni in corso nella primavera 1945 vengono interrotte il 6 maggio, a causa dei cambiamenti politici nel paese (l'8 maggio c'è la resa della Germania nazista). I campionati non vengono continuati perché gran parte dei club sono aboliti il 6 giugno 1945 per decisione del Ministro della Sanità Pubblica.

### Prva liga (1946-1992)
Con la fine della guerra e l'instaurazione del regime di Josip Broz Tito, molti club vengono banditi, soprattutto quelli che hanno connotazioni monarchiche o borghesi (es. SK Jugoslavija e BSK), o legati a gruppi etnici (es. Zrinjski Mostar), o perché hanno militato nei campionati del fascista NDH come il SAŠK. L'Hajduk Spalato viene risparmiato perché ha rifiutato di giocare nel campionato italiano. Građanski, Concordia e HAŠK vengono sciolte e viene formata una nuova squadra, la Dinamo Zagabria con i giocatori del Građanski e lo stadio del HAŠK. La maggior parte delle proprietà e calciatori del SK Jugoslavija, stadio incluso, vengono consegnati al neoformato club Stella Rossa, mentre il BSK, sebbene anche lui inizialmente sciolto, finisce col venire ripristinato come OFK Belgrado, un club con ambizioni medio-basse, molto minori rispetto a quelle del BSK, ed anche così il suo diritto di assumere e rivendicare la continuità verrà accettato solo dopo la fine del regime socialista. Viene inoltre formata la squadra dell'esercito, il Partizan, destinato ad essere una delle grandi del nuovo campionato jugoslavo.
Il campionato del 1945 viene disputato come un torneo ad eliminazione diretta tra le rappresentative dei vari stati e dell'Armata Popolare Jugoslava e vede la vittoria della rappresentativa serba. Nello stesso anno i club disputano le qualificazioni per il nuovo campionato jugoslavo, ribattezzato Prva savezna liga, in cui viene invitata anche una rappresentante italiana, il Ponziana, nella speranza, da parte del governo, nell'annessione di Trieste alla Jugoslavia.
La Federcalcio jugoslava, che il 16 marzo 1930 si era trasferita da Zagabria a Belgrado, cambia il nome in "Fudbalski savez Jugoslavije" (FSJ) nel 1948.
Nel dopoguerra il campionato mantiene sempre la formula del girone all'italiana con un numero crescente di squadre, che dalla stagione 1968-1969 rimase costante a diciotto.
Al termine del campionato 1963-64 avviene la cosiddetta "combine Planinić", dal nome di Ranko Planinić, portiere dello Željezničar: il giocatore rivela (nel 1965) alle autorità che la sua squadra ha perso di proposito contro l'Hajduk e pareggiato contro il Trešnjevka per permettere la salvezza a queste due compagini. Oltre alle squalifiche per giocatori, allenatori e dirigenti, vengono inflitte penalizzazioni di punti a Željezničar, Hajduk e Trešnjevka rispettivamente di 6, 5 e 5 punti da scontare nel campionato 1965-66.
Il campionato 1964-65 presenta l'insolito numero di 15 squadre: al Vardar (retrocesso nella stagione precedente) viene permesso di rimanere nella Prva liga a causa del devastante terremoto che ha colpito Skopje il 26 luglio 1963. I politici jugoslavi credono che avere una squadra nel campionato di alto livello sia una spinta morale per gli abitanti di Skopje. Il limitare anche in questo torneo la retrocessione ad una sola squadra permette nella stagione successiva di tornare ad un numero pari di partecipanti.
Quella del 1964-65 è l'ultima edizione ad utilizzare il quoziente reti, dalla successiva si passa alla differenza reti
Il campionato 1975-76 termina con la vittoria del Partizan, che segna la rete decisiva al 93º minuto (in un'epoca in cui non vi erano grandi recuperi) a Lubiana contro l'Olimpia, vanificando la vittoria del Hajduk che per 13 minuti è stato campione di Jugoslavia per differenza-reti. La rabbia del Hajduk è giustificata dal fatto che la gara in Slovenia è iniziata con 7/8 minuti di ritardo (vigeva la contemporaneità) e che il OFK Belgrado (avversario degli spalatini) è stato in ritiro per 10 giorni prima della gara in cui non aveva interessi di classifica.
Nella prima giornata del campionato 1978-79, il Rijeka batte 2-1 la Dinamo Zagabria ma gli ospiti sporgono reclamo poiché risulta che il fiumano Edmond Tomić non ha scontato una squalifica rimediata nella stagione precedente quando indossava i colori del Liria. Dopo due mesi viene assegnato il 3-0 a favore della Dinamo. Seguono diversi appelli da entrambe le parti e, a fine marzo 1979, la FSJ si esprime a favore del Rijeka e convalida il risultato del campo. Il caso viene portato al tribunale del lavoro che, 4 anni dopo, dà ragione alla Dinamo; quindi l'Hajduk Spalato è campione 1979 ma i blu hanno due punti in più.
La partita della 25ª giornata del campionato 1979-80 fra Hajduk e Stella Rossa è caratterizzata da un grande lutto pubblico. Disputata nel pomeriggio di domenica 4 maggio 1980 allo Stadio di Poljud, al 41º minuto tre uomini entrano in campo segnalando all'arbitro Husref Muharemagić di interrompere la partita. Il sindaco di Spalato Ante Skataretiko prende il microfono ed informa la folla di 35.000 persone che il presidente jugoslavo Josip Broz Tito è morto. Improvvisamente sono seguite scene di pianto di massa ed anche alcuni giocatori come Zlatko Vujović crollano a terra a piangere. La folla si lancia a cantare "Druže Tito, mi ti se kunemo, da sa tvoga puta ne skrenemo" (= Compagno Tito, non ti tradiremo, dalla tua strada non devieremo), canzone popolare che professa lealtà e devozione per il leader defunto. La partita è annullata e ripetuta nello stesso stadio mercoledì 21 maggio 1980 con la vittoria della Stella Rossa per 3-1.
Anche Sarajevo-Osijek e Dinamo Zagabria-Željezničar sono interrotte contemporaneamente per lo stesso motivo.
Al termine del campionato 1985-86 la Federazione jugoslava ha dei sospetti circa la regolarità dell'ultima giornata di campionato, pertanto decide di farla rigiocare. Il Partizan, che ha vinto sul campo quel campionato, non è d'accordo. Questo porta alla sconfitta a tavolino del Partizan nell'ultima gara, e il campionato viene così vinto dalla Stella Rossa. Questo finale di campionato influenza anche il successivo: molte squadre partono con una penalizzazione di sei punti, e in queste condizioni il torneo viene vinto dal Vardar, che invece non è partito penalizzato. Tempo dopo la Federazione riassegna entrambi i titoli a chi li aveva vinti sul campo, cioè al Partizan, ma per i due campionati in questione la Jugoslavia fu rappresentata in Coppa dei Campioni dalla Stella Rossa e dal Vardar.
Nel campionato 1988-89 viene introdotta una nuova regola: in caso di parità si va ai tiri di rigore. 1 punto andrà ai vincitori, 0 agli sconfitti (il punteggio per vittoria e sconfitta nei 90 minuti rimane invariato). Tale decisione della federazione provoca molte critiche e controversie. Apparentemente il più grande sostenitore nel nuovo sistema è il presidente federale Slavko Šajber, così che tale sistema viene spesso definito dai media come "i rigori di Šajber" (Šajberovi penali in croato).
Altra novità è che, nel definire la classifica finale, a parità di punti non si considera più la differenza-reti complessiva, bensì lo scontro diretto (dal 1991 anche le reti in trasferta).
Il campionato 1989-90 è caratterizzato da un'elevata tensione tra le tifoserie, influenzata da un clima politico sempre più teso e culminata con gli scontri verificatisi nell'incontro del 13 maggio 1990 tra Stella Rossa e Dinamo Zagabria

Stella Rossa 1992, i vincitori della ultima edizione

Il campionato 1990-91, a 19 squadre per via dei ricorsi di Sarajevo e Velež Mostar nella stagione precedente, vede l'aumentare delle tensioni tra i tifosi in ragione di un quadro politico e sociale ormai compromesso: il culmine viene raggiunto in occasione del match del 26 settembre 1990 tra Hajduk e Partizan, dove gli ultras croati invadono il campo nel tentativo di aggredire i giocatori della squadra serba in vantaggio per 2-0. Ai bianco-neri viene assegnata poi la vittoria a tavolino.

Il 18 maggio 1991 vede la vittoria della Dinamo sulla Stella Rossa, con gli ospiti, sicuri del titolo e con la testa alla finale di Bari, in vantaggio per 0-2 e poi rimontati 3-2 dopo le pressioni politiche da parte dei vertici croati (tra cui Franjo Tuđman presente in tribuna) che non possono tollerare una vittoria da parte dei serbi (era la prima volta che la Stella Rossa tornava a Zagabria dopo i fatti del 13 maggio 1990). Queste pressioni ricevute verranno confessate 20 anni dopo da Robert Prosinečki e Ljupko Petrović (rispettivamente centrocampista ed allenatore dei bianco-rossi).

Il 29 maggio 1991 è sicuramente un giorno da ricordare per il calcio jugoslavo: infatti la Stella Rossa vince a Bari la Coppa dei Campioni.

Al termine della stagione, le squadre facenti parte della Croazia e della Slovenia si ritirano dalla competizione in seguito alla proclamazione di indipendenza delle repubbliche di appartenenza.

In seguito a queste defezioni, vengono annullate le retrocessioni (sarebbero state le ultime tre in classifica: Spartak Subotica, Sloboda Tuzla e Budućnost) e dalla Druga liga vengono promosse 4 squadre per reintegrare l'organico a 18 squadre.
Lo svolgimento dell'ultimo torneo di massima divisione organizzato in Jugoslavia risente del clima bellicoso che attanaglia la Federazione: dopo la defezione dei club sloveni e croati avvenuta al termine della stagione precedente, nel corso della manifestazione si ritirano anche le compagini provenienti dalla repubblica bosniaca colpita dalla guerra civile, cui seguono in maniera pacifica, alla penultima giornata, i club macedoni.

A un mese dalla chiusura della manifestazione, prevista per il 17 maggio 1992, ottemperando alle risoluzioni dell’ONU la UEFA dispone un bando biennale nei confronti della federazione jugoslava che esclude i club dalle competizioni europee: a farne maggiormente le spese è la Stella Rossa che, dopo aver vinto il terzo campionato consecutivo e la Coppa Intercontinentale, si vede precluso l'accesso alla neocostituita UEFA Champions League.

Data la secessione di 6 squadre (bosniache e macedoni), per il secondo anno consecutivo non vi sono retrocessioni; il nuovo campionato, la Prva liga SR Jugoslavije 1992-1993, continua con le sole squadre serbe e montenegrine.

### Dopo il 1992

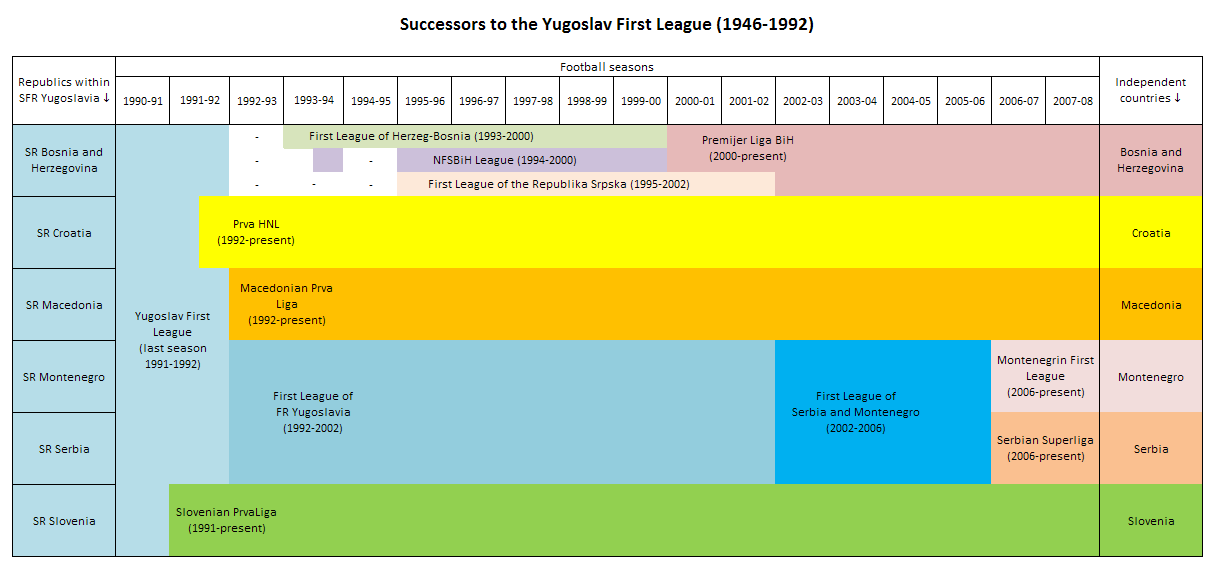
Sequenza temporale dei successori della Prva liga jugoslava

Con la nascita dei nuovi stati nel 1991 (Slovenia e Croazia) e nel 1992 (Bosnia Erzegovina, Macedonia e RF Jugoslavia), prendono forma anche i singoli campionati nazionali:
- Slovenia - Prva slovenska nogometna liga, attiva dal 1991;
- Croazia - Prva hrvatska nogometna liga attiva dal 1991;
- Macedonia - Prva liga Makedonije, attiva dal 1992;
- Jugoslavia - Prva liga SR Jugoslavije, attiva dal 1992; dal 2003 al 2006 come Prva liga Srbije i Crne Gore;
- Bosnia ed Erzegovina - Premijer Liga Bosne i Hercegovine, attiva dal 2002, precedentemente divisa fra i gruppi etnici: Prva liga NS BiH (bosgnacchi), Prva liga Herceg-Bosne (croati) e Prva liga Republike Srpske (serbi);
- Serbia - Superliga Srbije, attiva dal 2006;
- Montenegro - Prva crnogorska fudbalska liga, attiva dal 2006;
- Kosovo - Superliga e Futbollit të Kosovës, attiva dal 2007.

## Statistiche

### Titoli per club
| Club                              | Vittorie | Stagioni |
| --------------------------------- | -------- | --- |
| Stella Rossa                      | 22       | 1951, 1953, 1956, 1957, 1959, 1960, 1964, 1968, 1969, 1970, 1973, 1977, 1980, 1981, 1984, 1988, 1990, 1991, 1992, 1995, 2000, 2001 |
| Partizan                          | 17       | 1947, 1949, 1961, 1962, 1963, 1965, 1976, 1978, 1983, 1986, 1987, 1993, 1994, 1996, 1997, 1999, 2002                               |
| Hajduk Spalato                    | 9        | 1927, 1929, 1950, 1952, 1955, 1971, 1974, 1975, 1979                                                                               |
| OFK Belgrado (incl. BSK Belgrado) | 5        | 1931, 1933, 1935, 1936, 1939 |
| Građanski Zagabria                | 5        | 1923, 1926, 1928, 1937, 1940 |
| Dinamo Zagabria                   | 4        | 1948, 1954, 1958, 1982 |
| Jugoslavija                       | 2        | 1924, 1925 |
| Vojvodina                         | 2        | 1966, 1989 |
| Sarajevo                          | 2        | 1967, 1985 |
| Concordia Zagabria                | 2        | 1930, 1932 |
| Željezničar                       | 1        | 1972 |
| HAŠK Zagabria                     | 1        | 1938 |
| Obilić                            | 1        | 1998 |

### Titoli per Repubblica
| Repubblica                                    | Vittorie |
| --------------------------------------------- | -------- |
| Repubblica Socialista di Serbia               | 39       |
| Repubblica Socialista di Croazia              | 21       |
| Repubblica Socialista di Bosnia ed Erzegovina | 3        |

### Sul podio
Qui sono riportati i podi sommati della Prva liga e del Državno prvenstvo (per quest'ultimo è riportata anche la voce "semifinali" per le 6 edizioni disputate ad eliminazione diretta).
| Squadra             | Primo posto | Secondo posto | Terzo posto | Semifinali | Totale podi |
| ------------------- | ----------- | ------------- | ----------- | ---------- | ----------- |
| Stella Rossa        | 19          | 9             | 7           | 0          | 35          |
| Partizan            | 11          | 9             | 8           | 0          | 28          |
| Hajduk Spalato      | 9           | 11            | 9           | 1          | 30          |
| OFK Belgrado        | 5           | 6             | 4           | 1          | 16          |
| Građanski Zagabria  | 5           | 2             | 3           | 0          | 10          |
| Dinamo Zagabria     | 4           | 11            | 7           | 0          | 22          |
| Jugoslavija         | 2           | 3             | 2           | 2          | 9           |
| Vojvodina           | 2           | 3             | 2           | 0          | 7           |
| Sarajevo            | 2           | 2             | 0           | 0          | 4           |
| Concordia Zagabria  | 2           | 1             | 0           | 0          | 3           |
| Željezničar         | 1           | 1             | 2           | 0          | 4           |
| HAŠK Zagabria       | 1           | 0             | 2           | 0          | 3           |
| Velež Mostar        | 0           | 3             | 4           | 0          | 7           |
| Slavija Sarajevo    | 0           | 1             | 1           | 0          | 2           |
| SAŠK                | 0           | 1             | 0           | 0          | 1           |
| Radnički Belgrado   | 0           | 0             | 2           | 0          | 2           |
| Radnički Niš        | 0           | 0             | 2           | 0          | 2           |
| Lokomotiva Zagabria | 0           | 0             | 1           | 0          | 1           |
| Sloboda Tuzla       | 0           | 0             | 1           | 0          | 1           |
| Slavija Osijek      | 0           | 0             | 0           | 2          | 2           |
| Bačka Subotica      | 0           | 0             | 0           | 1          | 1           |
| SK Lubiana          | 0           | 0             | 0           | 1          | 1           |
| NAK Novi Sad        | 0           | 0             | 0           | 1          | 1           |
| SSU Sombor          | 0           | 0             | 0           | 1          | 1           |

### Marcatori
Riferito ai marcatori della Prva liga (1946-1992).
| #  | Giocatore         | Gol | Pres. | Squadre                         | Periodo              |
| -- | ----------------- | --- | ----- | ------------------------------- | -------------------- |
| 1  | Slobodan Santrač  | 218 | 365   | OFK Belgrado, Partizan, Zemun   | 1965-1980            |
| 2  | Darko Pančev      | 169 | 243   | Vardar, Stella Rossa            | 1982-1992            |
| 3  | Dušan Bajević     | 166 | 322   | Velež Mostar                    | 1966-1977, 1981-1983 |
| 4  | Borivoje Kostić   | 158 | 257   | Stella Rossa                    | 1950-1961, 1962-1966 |
| 5  | Frane Matošić     | 149 | ?     | Hajduk Spalato                  | 1946-1953            |
| 6  | Todor Veselinović | 145 | 227   | Vojvodina                       | 1951-1961            |
| =7 | Stjepan Bobek     | 129 | 201   | Partizan                        | 1946-1956            |
| =7 | Zoran Prljinčević | 129 | ?     | Radnički Belgrado, Stella Rossa | 1953-1965 (?)        |
| 9  | Dušan Savić       | 120 | 202   | Stella Rossa                    | 1973-1982            |
| 10 | Dragan Džajić     | 113 | 330   | Stella Rossa                    | 1961-1975            |
| 11 | Vojin Lazarević   | 112 | 188   | Sutjeska, Stella Rossa          | 1962-1970, 1972-1974 |
| 12 | Josip Bukal       | 111 | 258   | Željezničar                     | 1963-1973, 1977-1978 |
| 13 | Petar Nadoveza    | 108 | 217   | Hajduk Spalato                  | 1963-1973            |
| 14 | Kosta Tomašević   | 105 | 156   | Stella Rossa, Spartak Subotica  | 1946-1956            |
| 15 | Vahid Halilhodžić | 104 | 207   | Velež Mostar                    | 1972-1981            |
| 16 | Snješko Cerin     | 103 | ?     | Dinamo Zagabria                 | 1976-1985            |
| 17 | Petar Nikezić     | 102 | 301   | Vojvodina, Osijek               | 1967-1978, 1979-1982 |
| 18 | Zlatko Vujović    | 100 | 240   | Hajduk Spalato                  | 1977-1986            |

### Classifica perpetua
La squadra che ha conquistato più punti è la Stella Rossa, mentre quella che ha disputato più campionati è l'Hajduk Spalato.

### Club principali
Attraverso gli anni, molti club hanno militato nel campionato jugoslavo, pochi di essi più frequentemente, solitamente quelli provenienti dalle città principali:
| RS Bosnia ed Erzegovina - Sarajevo, Sarajevo (43 stagioni, 2 titoli) - Velež, Mostar (38 stagioni) - Željezničar, Sarajevo (34 stagioni, 1 titolo) - Sloboda, Tuzla (25 stagioni) - Čelik, Zenica (17 stagioni) - Borac, Banja Luka (14 stagioni) - Slavija, Sarajevo (11 stagioni) RS Croazia - Hajduk, Spalato (62 stagioni, 9 titoli) - Dinamo, Zagabria (45 stagioni, 4 titoli) - Rijeka, Fiume (29 stagioni) - NK Zagreb, Zagabria (18 stagioni) - Građanski, Zagabria (14 stagioni, 5 titoli) - Osijek, Osijek (13 stagioni) - Concordia, Zagabria (9 stagioni, 2 titoli) - HAŠK, Zagabria (8 stagioni, 1 titolo) RS Macedonia - Vardar, Skopje (33 stagioni) | RS Montenegro - Budućnost, Podgorica (26 stagioni) RS Serbia - BSK, Belgrado (50 stagioni, 5 titoli) - Stella Rossa, Belgrado (46 stagioni, 19 titoli}) - Partizan, Belgrado (46 stagioni, 11 titoli) - Vojvodina, Novi Sad (44 stagioni, 2 titoli) - Radnički, Niš (29 stagioni) - Jugoslavija, Belgrado (14 stagioni, 2 titoli) - Spartak, Subotica (16 stagioni) RS Slovenia - Olimpija, Lubiana (22 stagioni) |

### Coefficiente UEFA
La tabella seguente indica le posizioni ottenute dalla Prva liga jugoslava nel ranking UEFA.

### Nelle coppe europee
Questi i migliori piazzamenti delle squadre jugoslave nelle coppe europee fino al 1992:
| Club             | Coppa dei Campioni                | Coppa UEFA                                 | Coppa delle Coppe              | Supercoppa europea | Coppa Intercontinentale | Coppa delle Fiere            | Coppa Intertoto                 |
| ---------------- | --------------------------------- | ------------------------------------------ | ------------------------------ | ------------------ | ----------------------- | ---------------------------- | ------------------------------- |
| Stella Rossa     | Vincitore 1990–91                 | Finalista 1978–79                          | Semifinalista 1974–75          | Finalista 1991     | Vincitore 1991          | Semifinalista 1961–62        | –                               |
| Partizan         | Finalista 1965–66                 | Ottavi di finale 1974–75; 1984–85; 1990–91 | Quarti di finale 1989–90       | –                  | –                       | Secondo turno 1967–68        | –                               |
| Hajduk Spalato   | Quarti di finale 1975–76; 1979–80 | Semifinalista 1983–84                      | Semifinalista 1972–73          | –                  | –                       | Secondo turno 1970–71        | –                               |
| Vojvodina        | Quarti di finale 1966–67          | –                                          | –                              | –                  | –                       | Quarti di finale 1961–62     | Vincitore gruppo 1976           |
| Sarajevo         | Secondo turno 1967–68             | Ottavi di finale 1982–83                   | –                              | –                  | –                       | –                            | Partecipazione 1962–63; 1964–65 |
| Željezničar      | Primo turno 1972–73               | Semifinalista 1984–85                      | –                              | –                  | –                       | Primo turno 1970–71          | Partecipazione 1965–66          |
| Dinamo Zagabria  | Primo turno 1982–83               | Secondo turno 1971–72; 1976–77; 1988–89    | Semifinalista 1960–61          | –                  | –                       | Vincitore 1966–67            | –                               |
| Vardar           | Primo turno 1987–88               | Secondo turno 1985–86                      | Primo turno 1961–62            | –                  | –                       | –                            | –                               |
| Radnički Niš     | –                                 | Semifinalista 1981–82                      | –                              | –                  | –                       | –                            | Partecipazione 1964–65; 1965–66 |
| OFK Belgrado     | –                                 | Quarti di finale 1972–73                   | Semifinalista 1962–63          | –                  | –                       | Semifinalista 1958–60        | –                               |
| Velež Mostar     | –                                 | Quarti di finale 1974–75                   | Secondo turno 1981–82; 1986–87 | –                  | –                       | –                            | Partecipazione 1962-63; 1963-64 |
| Rijeka           | –                                 | Secondo turno 1984–85                      | Quarti di finale 1979–80       | –                  | –                       | –                            | Quarti di finale 1962–63        |
| Sloboda Tuzla    | –                                 | Primo turno 1977–78                        | –                              | –                  | –                       | –                            | Vincitore gruppo 1983           |
| Rad Belgrado     | –                                 | Primo turno 1989–90                        | –                              | –                  | –                       | –                            | Partecipazione 1988             |
| Borac Banja Luka | –                                 | –                                          | Secondo turno 1975–76          | –                  | –                       | –                            | –                               |
| Olimpia Lubiana  | –                                 | -                                          | Primo turno 1970–71            | –                  | –                       | Primo turno 1966–67; 1968–69 | Partecipazione 1990             |
| Bor              | –                                 | –                                          | Primo turno 1968–69            | –                  | –                       | –                            | –                               |
| Budućnost        | –                                 | –                                          | –                              | –                  | –                       | –                            | Vincitore gruppo 1981           |
| Čelik Zenica     | –                                 | –                                          | –                              | –                  | –                       | –                            | Vincitore gruppo 1975           |